# 本野盛幸
本野 盛幸（もとの もりゆき、1924年3月15日 - 2012年8月24日）は、日本の外交官。元駐フランス大使。元日仏会館名誉理事長。元外務大臣本野一郎は祖父。

## 略歴
父親は外交官の本野盛一 (1895-1953)、母親は伊東義五郎の三女で日仏混血の清子（仏名レネー・マリー）。幼少時代は日本国外で暮らし、10歳になって日本に戻った。旧制学習院高等科から東北帝国大学を経て海軍に入り、軍令部特務班員となる。終戦後は東京大学法学部を経て外務省に入省し、外務公務員、外交官となった。
外務省経済局長、1978年から在モロッコ大使、在ニューヨーク総領事等を経て、1983年に外務審議官（経済担当）、1984年からフランス大使。1986年から兼ジブチ大使。2003年から2007年まで日仏会館第11代理事長を務め、2007年より名誉理事長。
2012年8月24日肺炎のため死去、88歳。告別式は近親者のみで行った。

## 脚註
1. ↑  『平成新修旧華族家系大成』下巻（霞会館、1996年）p.740
2. 1 2  訃報
3. 1 2 3 4  インタビュー
4. 1 2  訃報（おくやみ）本野盛幸氏が死去　元駐フランス大使